# Историја хране и исхране
Историја хране је интердисциплинарна област која испитује историју и културне, економске, еколошке и социолошке утицаје хране и људске исхране. Сматра се да се разликује од традиционалније области кулинарске историје, која се фокусира на порекло и стварање специфичних рецепата.
Први часопис у овој области, Petits Propos Culinaires, покренут је 1979. године, а прва конференција на ову тему била је Оксфордски симпозијум о храни 1981. године.

## Храна и исхрана у историји

### 5. до 15. век: средњи век у западној Европи
У западној Европи, средњовековна кухиња (5.–15. век) није се брзо мењала.
Житарице су остале најважнија намирница током раног средњег века. Јечам, овас и раж јели су сиромашни. Стандардна храна је укључивала хлеб и кашу. Боб и поврће били су важни додаци исхрани заснованој на житарицама нижих редова. Месо је било скупо и престижно. Дивљач је била уобичајена само на столовима земљопоседника. Најзаступљеније месо била је свињетина, пилетина и друга домаћа живина; говеђе месо, које је захтевало већа улагања у земљу, било је ређе. Бакалар и харинга били су основа међу северним популацијама; сушене, димљене или сољене, стизале су далеко у унутрашњост, али јео се и велики избор других морских и слатководних риба. 
Оброци које су људи јели били су контролисани годишњим добима, географијом и верским ограничењима. За већину људи снабдевање храном било је ограничено на оно што су оближња земља и море могли да пруже. Сељаци су пре свега кували на отвореној ватри, у казану или на ражњу. Њихове пећи су обично биле ван куће и направљене од глине или тресета. Сиромашне породице су првенствено конзумирале житарице и поврће у облику чорбе, супе или потажа од свега што је узгајано на сопственим малим парцелама. Нису могли да приуште зачине, а за њих је био злочин ловити јелене, вепрове или зечеве. Њихове основне намирнице укључивале су ражени или јечмени хлеб, чорбе, локалне млечне производе, јефтиније месо попут говедине, свињетине или јагњетине, рибу ако је било приступа слаткој води, поврће и зачинско биље које се узгаја код куће, воће са локалног дрвећа и жбуња, орашасте плодове и мед. Виша класа и племство имали су бољу храну и исхрану него нижи слојеви, али се храна јела у малим порцијама. Оброци су били сачињени са много различитих боја и укуса - веома различито искуство од оних у нижој класи. Храна је била веома зачињена, а многи од зачина су били скупо увезени, често изван Европе. Средњовековна исхрана више класе и племства укључивала је хлеб, разно месо попут дивљачи, свињетине и јагњетине, рибу и шкољке, зачине, сир, воће и ограничене врсте поврћа.
Поред тога што је потрошња хране била контролисана географијом и доступношћу, њоме је такође управљала и Црква. Током целе године постојали су многи постови, а најдужи је био Велики пост. Постојали су одређени дани у којима људи нису могли да једу месо или рибу, али то није много утицало на сиромашне због тога што су им већ недостајале могућности за исхрану. Црква је такође утицала на то да људи имају празнике током целе године, укључујући Божић и мање празнике. Племићи и виши слојеви учествовали су у овим екстравагантним гозбама, и често су пратили период поста.

### 16. век: Значај Шпаније и Португала
Царства Португалије и Шпаније отворила су морске трговачке путеве који су омогућавали размену хране широм света. Под Филипом II, елементи католичке кухиње ненамерно су помогли да се трансформише кухиња Америке, будиста, хиндуиста и исламске кухиње региона југоисточне Азије. У Гои, Португалце је охрабрила круна да се венчавају са локалним женама након њиховог преобраћења. Ова интеграција довела је до мешовите кухиње између Португалије и западне Индије. Португалци су донели округле дизане хлебове, користећи пшеницу допремљену из северне Индије, као и укишељену свињетину. Свињско месо се киселило у вину или сирћету са белим луком (carne de vinha d’alhos) везано за португалску кухињу, које је касније постало индијско јело Vindaloo.

### 18. век: рана модерна Европа
Жито и стока су дуго били најважнији пољопривредни производи у Француској и Енглеској. После 1700. године, иновативни фармери су експериментисали са новим техникама за повећање приноса и истраживали нове производе као што су хмељ, уљана репица, вештачке траве, поврће, воће, млечна храна, комерцијално гајена живина, зечеви и слатководна риба.
Шећер је почео као луксузни производ више класе, али су до 1700. године карипске плантаже шећера на којима су радили афрички робови прошириле производњу и шећер је постао много доступнији. До 1800. године шећер је био основни део исхране радничке класе. За њих је симболизовао повећање економске слободе и статуса.
Радници у западној Европи у 18. веку су јели хлеб и кашу, често у супи са зеленилом и сочивом, мало сланине, а повремено и кромпира или мало сира. Заливали су то пивом (вода је обично била превише контаминирана) и гутљајем млека. Три четвртине хране добијало се од биљака. Месо је било много привлачније, али веома скупо.

### 19. век
До 1870. године исхрана Западне Европе била је око 16 килограма по особи годишње меса, попевши се на 50 килограма до 1914. и 77 килограма у 2010. Млеко и сир су ретко били у исхрани; чак и почетком 20. века, још увек су били неуобичајени у медитеранској исхрани.
У имигрантским насељима брзорастућих америчких индустријских градова, домаћице су куповале готову храну преко уличних трговаца, колица и малих радњи које су радиле из приватних кућа. Ово је отворило пут за брзи улазак потпуно нових артикала као што су пице, шпагети са ћуфтама, ђевреци, переца и пирошке у америчке прехрамбене навике, и чврсто је успоставило брзу храну у америчком кулинарском искуству.

### 20. век
У првој половини 20. века била су два светска рата, која су на многим местима резултирала рационализацијом и глађу; понекад се изгладњивање цивилног становништва користило као ново моћно оружје.

#### Први светски рат и после
У Немачкој је током Првог светског рата систем рационализације у урбаним срединама практично пропао, а људи су јели сточну храну да би преживели зиму репе. Услови у Бечу су се погоршали јер је војска добила приоритет у снабдевању храном.
У савезничким земљама месо је преусмерено прво војницима, а затим за хитне цивилне потребе у Италији, Британији, Француској и Грчкој. Производња меса била је повећана до крајњих граница у Сједињеним Државама, Аустралији, Новом Зеланду, Канади и Аргентини, док су океанске бродове блиско контролисали Британци. Несташица хране била је велика у руским градовима, што је довело до протеста који су ескалирали и помогли да се збаци цар у фебруару 1917.
У првим годинама мира након завршетка рата 1918. године, највећи део источне и централне Европе трпео је озбиљну несташицу хране. Америчка управа за помоћ (АРА) основана је под америчким ратним „царем хране“ Хербертом Хувером, и била је задужена за обезбеђивање хитних оброка хране широм Централне и Источне Европе. АРА је хранила милионе, укључујући становнике Немачке и Совјетског Савеза. Након што је финансирање америчке владе за АРА истекло у лето 1919. године, АРА је постала приватна организација, прикупљајући милионе долара од приватних донатора. Под окриљем АРА, Европски дечји фонд хранио је милионе изгладнеле деце.
Двадесетих година 20. века уведене су нове намирнице, посебно воће, које су транспортоване из целог света. После светског рата многи нови прехрамбени производи постали су доступни типичном домаћинству, са брендираном храном која је рекламирана ради њихове погодности. Сада је уместо сати потрошених на тешке кремове и пудинге, домаћица могла да купи инстант храну у теглама или прах који се може брзо умешати. Имућнија домаћинства су сада имала кутије за лед или електричне фрижидере, што је омогућило боље складиштење и погодност куповине у већим количинама.

#### Други светски рат и после
Током Другог светског рата, нацистичка Немачка је покушавала да прехрани своје становништво одузимајући залихе хране из окупираних земаља и намерно прекидајући снабдевање храном Јеврејима, Пољацима, Русима и Холанђанима.
Као део Маршаловог плана 1948–1950, Сједињене Државе су обезбедиле технолошку експертизу и финансирање високопродуктивних великих агро-пословних операција у послератној Европи. Живина је била омиљени избор, са брзим ширењем производње, наглим падом цена и широко распрострањеним прихватањем многих начина послуживања пилетине.
Зелена револуција 1950-их и 1960-их била је технолошки продор у продуктивности биљака који је повећао пољопривредну производњу широм света, посебно у земљама у развоју. Истраживања су почела 1930-их, а драматична побољшања у производњи постала су важна касних 1960-их. Иницијативе су резултирале усвајањем нових технологија, укључујући нове сорте житарица високог приноса, ђубрива, наводњавање, механизацију.

## Историја потрошње значајних намирница

### Кромпир
Кромпир је први пут узгајан у региону данашњег јужног Перуа и крајње северозападне Боливије. Од тада се проширио широм света и постао главна култура у многим земљама.
Неки верују да је увођење кромпира било одговорно за четвртину или више раста популације Старог света и урбанизације између 1700. и 1900. Након шпанског освајања Царства Инка, Шпанци су донели кромпир у Европу у другој половини 16. века, као део колумбијске размене. Потом су европски поморци транспортовали основни производ на територије и луке широм света. Кромпир су полако усвојили неповерљиви европски фармери, али је убрзо постао важна храна и ратарска култура која је одиграла главну улогу у процвату становништва Европе у 19. веку. Међутим, недостатак генетске разноврсности, због веома ограниченог броја сорти које су првобитно уведене, оставио је усев подложним болестима. Мало је помена о узгоју кромпира у Индији у путописима господина Едварда Терија и господина Фајера током 17. века. Кажу да су кромпир у Индију унели Португалци почетком 17. века. Португалци су га звали "батата". Индијци су касније прилагодили другачију реч за кромпир, назвали су га "алу" - ово име се појавило под британском владавином. Године 1845, биљна болест позната као касна пламењача, изазвана гљивичном оомицетом Phytophthora infestans, брзо се проширила сиромашнијим заједницама западне Ирске, као и деловима Шкотских планина, што је резултирало неуспехом узгоја усева који је довео до Велике глади у Ирској. Тренутно је Кина највећа земља произвођач кромпира, а прати је Индија од 2017, према ФАОСТАТ-у, Организацији за храну и пољопривреду Уједињених нација.

### Пиринач
Пиринач потиче од сезонске биљке Oryza sativa, и узгаја се од око 6000. године пре нове ере. Главне земље које производе пиринач су у источној и јужној Азији. Место порекла пиринча одувек је била врућа тачка дебате између Индије и Кине пошто су обе земље почеле да га гаје отприлике у истом временском периоду (кажу бројне историјске књиге и записи). Просечна количина пиринча који се узгаја сваке године креће се између 800 и 950 милијарди фунти. Муслимани су донели пиринач на Сицилију у 9. веку. Након 15. века, пиринач се проширио широм Италије, а потом и Француске, касније се проширио на све континенте током доба европских истраживања. Као зрно житарица, данас је то најшире конзумирана основна храна широм света. Индија је тренутно водећа земља у производњи пиринча према ФАОСТАТ-у, Организацији за храну и пољопривреду Уједињених нација.

### Шећер
Шећер је настао из Индије подвргавањем биљке шећерне трске одређеним хемијским и механичким процесима. Реч шећер је изведена из санскритске речи शरकरा (саркара). Раније су људи жвакали сок од шећерне трске да би уживали у слаткоћи биљака. Касније су Индијци пронашли технику кристализације слатке течности. Ова техника се затим проширила на суседне земље око Индије. Шпанско и португалско царство снабдевало је Европу шећером до касног седамнаестог века са плантажа Новог света. Бразил је постао доминантан произвођач шећера. Бразил је тренутно највећи произвођач шећера, а следи га Индија, која је и највећи потрошач шећера.
Шећер је био скуп током средњег века. Повећањем гајења шећера добијање шећера постало је лакше и приступачније. Тако су Европљани сада могли да уживају у кондиторским производима инспирисаним исламом чија је производња раније била скупа. Језуити су били водећи произвођачи чоколаде, добијали су је из амазонске џунгле и Гватемале и слали је широм света у југоисточну Азију, Шпанију и Италију. Увели су мезоамеричке технике у Европу за прераду и припрему чоколаде. Ферментисана зрна какаоа су морала да се мељу на загрејаном камену за млевење како би се спречила производња масне чоколаде, процес који је многим Европљанима био стран. Као напитак, чоколада је углавном остала у католичком свету јер је црква није сматрала храном и стога је могла да се ужива током поста.

## Историјски утицај религије на кухиње
Три најраспрострањеније религије (хришћанство, будизам и ислам) развиле су своје посебне рецепте, културе и праксе везане за храну. Све три следе два главна принципа око хране: „теорију кулинарског космоса и принцип хијерархије“. Постоји и трећи принцип који укључује жртвовање. Током година, верски и друштвени ставови о убијању живих бића у верске сврхе су се променили и то се више не сматра главним принципом.

### Јудаизам
Јевреји су јели много различитих врста хране која се није разликовала од кухиње њихових суседа не-јевреја. Међутим, јеврејска кухиња је под утицајем јеврејских закона о исхрани, кашрута заједно са другим верским захтевима. На пример, на Шабат је било забрањено паљење ватре, што је довело до инспирације за споро кувана варива.
Сефардски Јевреји су протерани из Иберије 1492. и мигрирали су у северну Африку и отоманске земље, мешајући иберијску кухињу са локалном кухињом.
Многи Јевреји Ашкенази из Европе и Русије били су веома сиромашни и њихова храна то одражава.
Многа храна која се у Сједињеним Државама сматра јеврејском, као што су ђевреци, книшеви и боршч, јела су источноевропских Ашкеназа. Не-јевреји су такође јели горњу храну нашироко широм Источне Европе.

### Језуити
Утицај језуита на кухињу разликовао се од земље до земље. Продавали су кукуруз и касаву плантажама у Анголи које су касније давале намирнице трговцима робљем. Извозили су шећер и какао из Америке у Европу, а у јужним деловима Америке сушили су листове локалне биљке мате која би се такмичила са кафом, чајем и чоколадом као омиљеним топлим напицима у Европи. Упркос популарности матеа и конкуренцији са чоколадом, језуити су били водећи произвођачи и промотери чоколаде. Користећи домородачку радну снагу у Гватемали, отпремали су је широм света у југоисточну Азију, Шпанију и Италију. Популарност чоколаде је такође делом била последица теолошког консензуса да се, пошто се није сматрала храном, може јести током поста. Сматрало се да има ефекте смањења пожуде који се могу применити на многе часне сестре и монахе у то време. Језуити су у Јапан увели неколико намирница и техника кувања: пржење (темпура), колаче и посластице (касутера, конфети), као и хлеб који се још назива иберијским именом пан.

### Храна и оброци
- Abbott, Elizabeth (2015). Sugar: A Bittersweet History.. 464pp.
- Albala, Ken (2007). Beans: A History.
- Anderson, Heather Arndt (2014). Breakfast: A History.. 238pp
- Atkins, Peter (2010). Liquid Materialities: A History of Milk, Science and the Law. Ashgate.
- Blake, Michael (2015). Maize for the Gods: Unearthing the 9,000-Year History of Corn.
- Collingham, Lizzie (2007). Curry: A Tale of Cooks and Conquerors.
- Elias, Megan (2014). Lunch: A History.. 204pp
- Foster, Nelson Foster and Linda S. Cordell (1992). Chilies to Chocolate: Food the Americas Gave the World.
- Kindstedt, Paul (2012). Cheese and Culture: A History of Cheese and its Place in Western Civilization.
- Kurlansky, Mark. (2018). Milk!: A 10,000-Year Food Fracas. ISBN 1632863820.
- Kurlansky, Mark (28. 1. 2003). Salt: A World History. Penguin Publishing. ISBN 0142001619.
- Martin, Laura C. A History of Tea: The Life and Times of the World's Favorite Beverage (2018) Martin, Laura C. (4. 9. 2018). A History of Tea: The Life and Times of the World's Favorite Beverage. Tuttle. ISBN 978-0804851121.
- Mintz, Sidney. Sweetness and Power: The Place of Sugar in Modern History. 1986.
- Morris, Jonathan (15. 2. 2019). Coffee: A Global History. Reaktion Books. ISBN 978-1789140026.
- Pettigrew, Jane, and Bruce Richardson. A Social History of Tea: Tea's Influence on Commerce, Culture & Community (2015).
- Piatti-Farnell, Lorna. Piatti-Farnell, Lorna (15. 4. 2013). Beef: A Global History. Reaktion Books. ISBN 978-1780230818.
- Reader, John (2008). Propitious Esculent: The Potato in World History.. 315pp a standard scholarly history
- Salaman, R.N (1949). The history and social influence of the potato.
- Smith, Andrew F. (15. 5. 2015). Sugar: A Global History. Reaktion Books. ISBN 978-1780234342.
- Valenze, Deborah, (2012). Milk: A Local and Global History. Yale UP.

### Историографија
- Claflin, Kyri and Peter Scholliers, eds (2012). Writing Food History, a Global Perspective. Berg.
- De La Peña, Carolyn, and Benjamin N. Lawrance (2011). „Introduction: Traversing the local/global and food/culture divides”. Food and Foodways. 19: 1—10. S2CID 143990547. doi:10.1080/07409710.2011.544156..
- Zweiniger-Bargielowska, Ina; Duffett, Rachel; Drouard, Alain, ур. (2011). Food and War in Twentieth Century Europe. Ashgate Publishing. ISBN 978-1409417705.
- Otter, Chris (2012). „The British Nutrition Transition and its Histories”. History Compass. 10 (11): 812—825. doi:10.1111/hic3.12001.
- Peters Kernan, Sarah. „Recent Trends in Food History Research in the United States: 2017-19.”. Food & History. 18 (1-2): 233—240. јануар 2021..
- Pilcher, Jeffrey M. (2016). „The Embodied Imagination in Recent Writings on Food History”. American Historical Review. 121 (3): 861—887. doi:10.1093/ahr/121.3.861..
- Pilcher, Jeffrey M., ed (2015). Food History: Critical and Primary Sources. 4 vol; reprints 76 primary and secondary sources.
- Scholliers, Peter (2007). „Twenty-five Years of Studying un Phénomène Social Total”. Food, Culture & Society. 10 (3): 449—471. S2CID 144053050. doi:10.2752/155280107X239881.
- Woolgar, Christopher M. (2010). „Food and the middle ages”. Journal of Medieval History. 36 (1): 1—19. S2CID 161104834. doi:10.1016/j.jmedhist.2009.12.001..

### Азија
- Achaya, Kongandra Thammu (1998). A historical dictionary of Indian food. New Delhi: Oxford UP.
- Cheung, Sidney, and David Y.H. Wu. The globalisation of Chinese food (Routledge, 2014).
- Chung, Hae Kyung; Chung, Kyung Rhan; Kim, Hung Ju (2016). „Understanding Korean food culture from Korean paintings”. Journal of Ethnic Foods. 3 (1): 42—50. doi:10.1016/j.jef.2016.01.002..
- Cwiertka, Katarzyna Joanna (2006). Modern Japanese cuisine: Food, power and national identity. Reaktion Books.
- Kim, Soon Hee; Kim, Myung Sunny; Lee, Myoung Sook; Park, Yong Soon; Lee, Hae Jeong; Kang, Soon-ah; Lee, Hyun Sook; Lee, Kyung-Eun; Yang, Hye Jeong; Kim, Min Jung; Lee, Young-Eun; Kwon, Dae Young (2016). „Korean diet: Characteristics and historical background”. Journal of Ethnic Foods. 3 (1): 26—31. doi:10.1016/j.jef.2016.03.002..
- Kushner, Barak. Slurp! a Social and Culinary History of Ramen: Japan's Favorite Noodle Soup (2014) a scholarly cultural history over 1000 years
- Simoons, Frederick J. (2014). Food in China: a cultural and historical inquiry..

### Европа
- Gentilcore, David (2016). Food and Health in Early Modern Europe: Diet, Medicine and Society, 1450–1800. Bloomsbury.
- Goldman, Wendy Z. and Donald Filtzer, eds (2015). Food Provisioning in the Soviet Union during World War II.
- Roll, Eric (1956). The Combined Food Board. A study in wartime international planning.. on World War II
- Rosen, William (2014). The Third Horseman: Climate change and the great famine of the 14th century. Penguin.
- Scarpellini, Emanuela (2014). Food and Foodways in Italy from 1861 to the Present.

#### Велика Британија
- Addyman, Mary et al. eds. Food, Drink, and the Written Word in Britain, 1820–1945 (Taylor & Francis, 2017).
- Barnett, Margaret (2014). British Food Policy During the First World War. Routledge.
- Beveridge, W. H (1928). British Food Control in World War I.
- Brears, P (2008). Cooking and Dining in Medieval England.
- Burnett, John. Plenty and want: a social history of diet in England from 1815 to the present day (2nd ed. 1979). A standard scholarly history.
- Collins, E.J.T. (1975). „Dietary change and cereal consumption in Britain in the nineteenth century”. Agricultural History Review. 23 (2): 97—115..
- Gautier, Alban (2012). „Cooking and cuisine in late Anglo-Saxon England”. Anglo-Saxon England. 41 (2012): 373—406. S2CID 162503741. doi:10.1017/S0263675112000038..
- Gazeley, Ian; Newell, Andrew (2015). „Urban working-class food consumption and nutrition in Britain in 1904” (PDF). The Economic History Review. 68: 101—122. S2CID 347370. doi:10.1111/ehr.12065.
- Harris, Bernard, Roderick Floud, and Sok Chul Hong. "How many calories? Food availability in England and Wales in the eighteenth and nineteenth centuries". Research in economic history. (2015). 111-191.
- Hartley, Dorothy (2014). Food In England: A complete guide to the food that makes us who we are. Hachette UK.
- Mennell, Stephen. All Manners of Food: Eating and Taste in England and France from the Middle Ages to the Present (2nd ed U of Illinois Press, 1996)
- Meredith, D.; Oxley, D. (2014). „Food and fodder: feeding England, 1700-1900.”. Past and Present. 222: 163—214..
- Oddy, Derek (2003). From Plain Fare to Fusion Food: British Diet from the 1890s to the 1990s. Boydell Press.
- Oddy, D. (1990). „Food, drink and nutrition”.  Ур.: F.M.L. Thompson. The Cambridge social history of Britain, 1750–1950. 2. People and their environment. стр. 251—78.
- Otter, Chris (2012). „The British Nutrition Transition and its Histories”. History Compass. 10 (11): 812—825. doi:10.1111/hic3.12001.
- Panayi, Panikos (2010). Spicing Up Britain: The Multicultural History of British Food.
- Spencer, Colin (2007). British Food: An Extraordinary Thousand Years of History.
- Woolgar. C.N. The Culture of Food in England, 1200–1500 (2016). 260 pp.,

### Америка
- Pendergrast, Mark (2013). For God, Country, and Coca-Cola: The Definitive History of the Great American Soft Drink and the Company That Makes It.
- Shapiro, Laura (2004). 'Something From the Oven: Reinventing Dinner in 1950s America. Viking Adult. ISBN 0-670-87154-0.
- Smith, Andrew F. ed (2007). The Oxford companion to American food and drink.
- Veit, Helen Zoe, ed (2014). Food in the Civil War Era: The North. Michigan State University Press.
- Veit, Helen Zoe (2013). Modern Food, Moral Food: Self-Control, Science, and the Rise of Modern American Eating in the Early Twentieth Century. University of North Carolina Press.
- Wallach, Jennifer Jensen (2014). How America Eats: A social history of U.S. food and culture.. 256256pp
- Williams, Elizabeth M. (2012). New Orleans: A Food Biography. AltaMira Press..

### Часописи
- Petits Propos Culinaires, first journal in the field
- Food and Foodways. Explorations in the History and Culture of Human Nourishment
- Food, Culture and Society: An International Journal of Multidisciplinary Research
- Food & History, multilingual scientific journal about the history and culture of food published by the (IEHCA)

### Остали језици
- Montanari, Massimo, Il mondo in cucina (The world in the kitchen). . Laterza. 2002. ASIN B0055J686G https://www.amazon.com/dp/B0055J686G. Недостаје или је празан параметар |title= (помоћ)
- Mintalová, Zora (2009). Všetko okolo stola. Vydavatel̕stvo Matice slovenskej. ISBN 978-80-89208-94-4.